# Nkonya (Sprache)
Nkonya ist eine Sprache in Ghana mit ca. 28.000 Sprechern im Südosten des Landes, nordwestlich des Ewe-Sprachgebietes. Sie ist die Muttersprache des Nkonya-Volkes. Einige Sprecher finden sich auch in der Nähe des Gua-Sprachgebietes.
Eine Phonologie und ein Wörterbuch sind verfügbar.